# ジャイナ教
ジャイナ教（ジャイナきょう、サンスクリット: जैन、英: Jainism）はインドの宗教。「ジナ教」とも呼ばれる。2019年時点、およそ世界全体で500万人の信徒がいるとされる。

## 歴史

### 開祖
ジャイナ教の開祖マハーヴィーラは本名をヴァルダマーナと言い、前540年ごろマガダ（現ビハール州）のヴァイシャーリー市近郊のクンダ村で、父は有名なクシャトリヤの首長、母はリッチャヴィ族の王女という家に生まれ、家長だった30歳のときに出家し、苦行者となり、42歳で悟りをひらき、マハーヴィーラすなわち偉大な英雄として知られるようになった。その後30年間にわたって布教し、前468年ごろ72歳のときにパーヴァープリー（現バーガルプル近郊）で死去した。マハーヴィーラの信者はジャイナと呼ばれるが、これはジナすなわち勝利者、完全な智慧の体得者として知られるマハーヴィーラすなわちジナの名に因む。

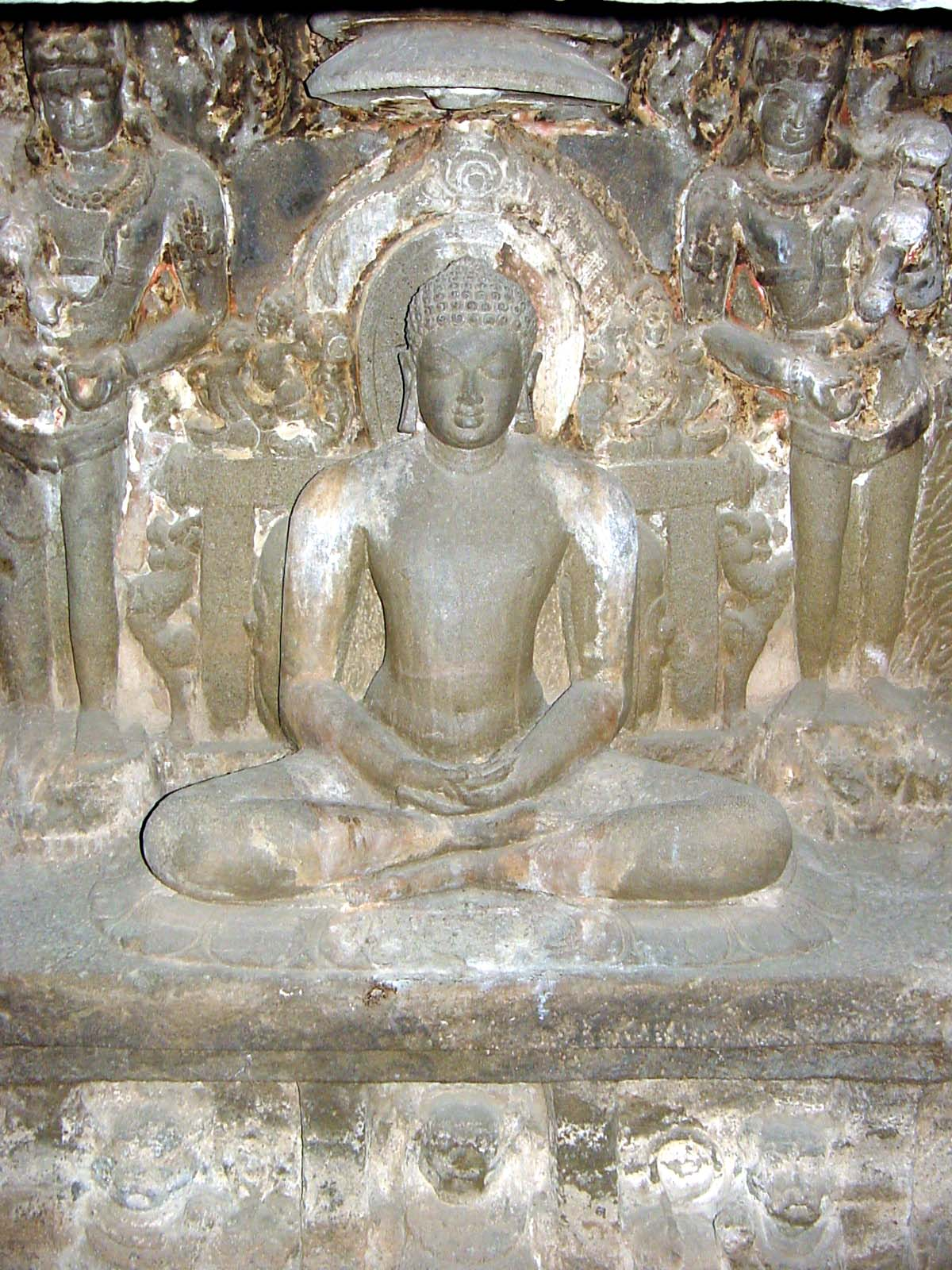
マハーヴィーラ像

### 現況

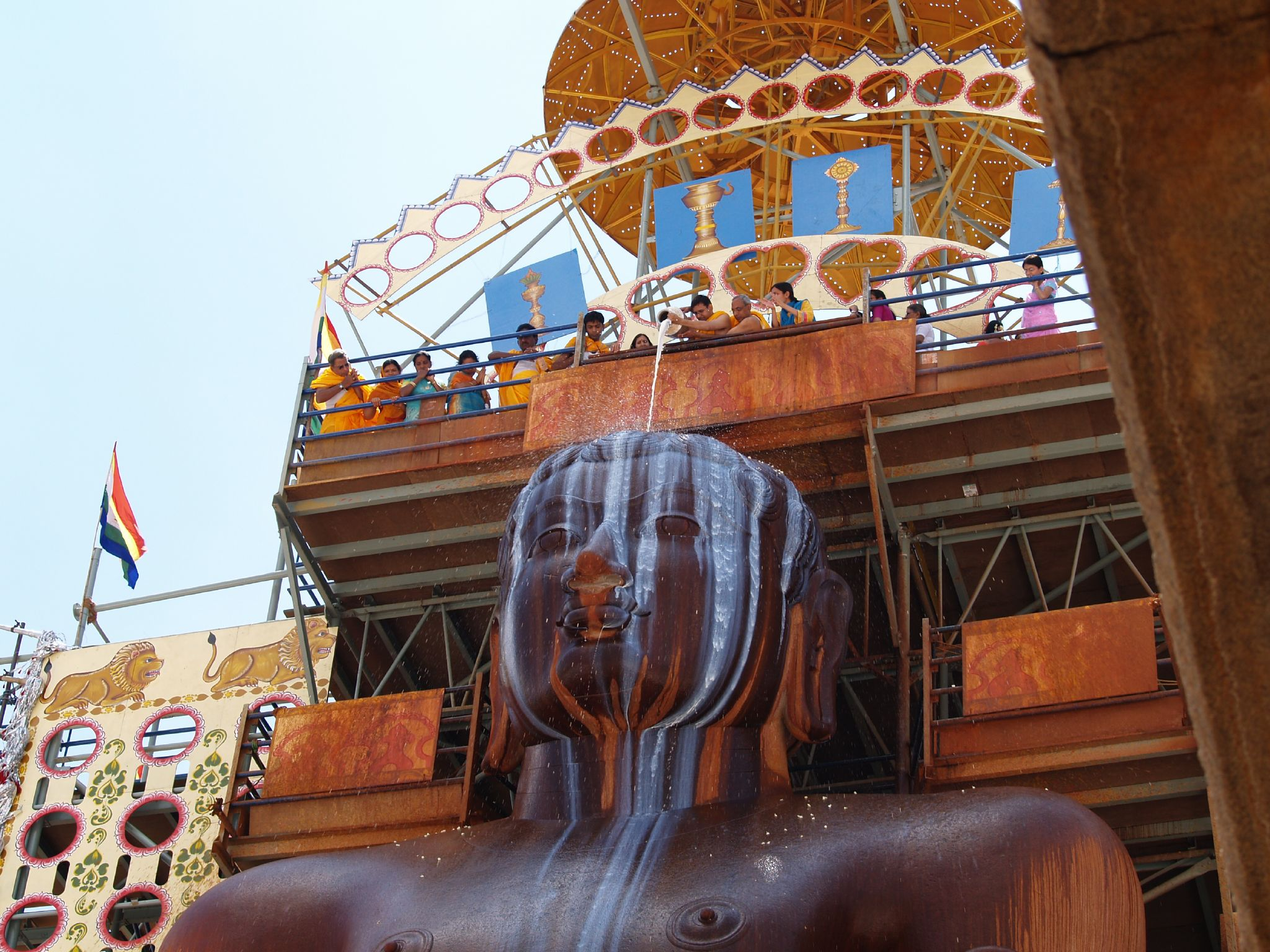
12年に1度、聖地シュラバナ・ベラゴラ山のジャイナ教寺院で、牛乳や香辛料などがゴマテーシュワラ像に 次々とかけられていく祭り。

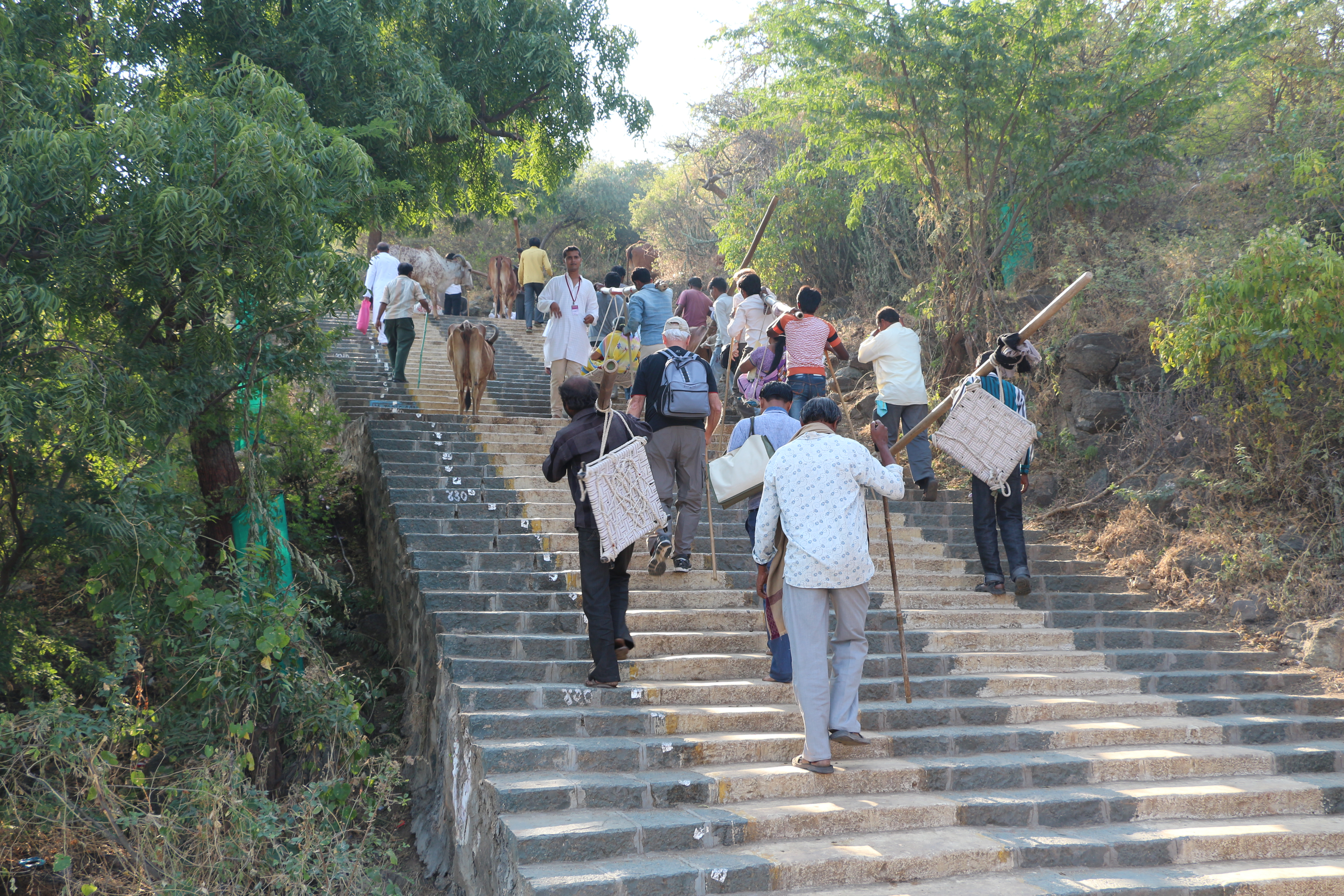
聖地シャトルンジャヤ山を巡礼に登るジャイナ教徒

ジャイナ教徒は2001年のインド国勢調査(Census 2001)によれば450万人ほどを数え、これは全人口の0.5%にも満たないが、インド社会において事実上の一カーストを形成している。ただし、ここでいうカーストとは職業的内婚集団と説明される「ジャーティ」の意味合いである。インド社会でのジャイナ教徒の結束はきわめて固く婚姻も多くがジャイナ教徒間だけでおこなわれることがそれを裏付けているといえる。現在は白衣派・裸行派とも多くの分派が派生している。そのなかで最大の勢力は白衣派の尊像崇拝派（ムールティプージャカ）であり、さらに多くのガッチャと呼ばれる分派に分かれている。

## 相対主義と断定の回避

ジャイナ教の旗

ジャイナ教にはアネーカーンタヴァーダ（相対性理論、anekāntavāda）と呼ばれる考え方がある。どんな命題も見地によっては部分的に真実であったり、真実でなかったり、真実であると同時に真実ではないことがあるのであるとし、どのような命題にも断定的な判断をしない。

## 「三宝」の重視と五禁戒
ジャイナ教における宗教生活の基本的心得は、
1. 正しい信仰
2. 正しい知識
3. 正しい行い

ジャイナ教僧侶^{ハティーシング寺院}

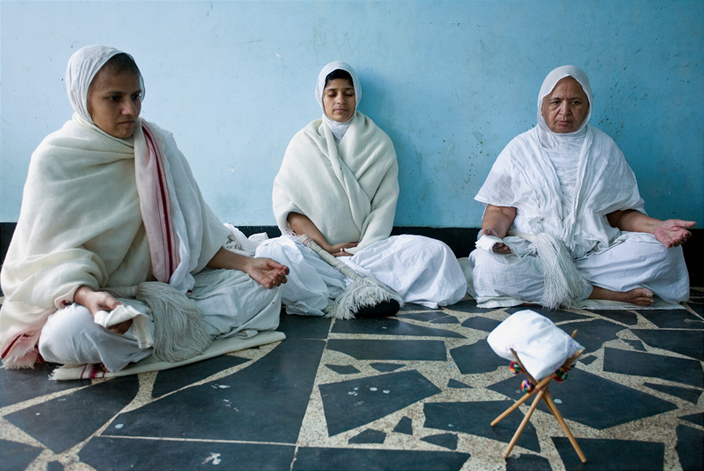
ジャイナ教徒の瞑想

である。ジャイナ教ではこれを「三つの宝」（トリ・ラトナ、tri-ratna）と称している。
修行生活において、出家者は以下の五つの大禁戒（マハーヴラタ、mahāvrata）を守る。
1. 生きものを傷つけないこと（アヒンサー）
2. 虚偽のことばを口にしないこと、
3. 他人のものを取らないこと、
4. 性的行為をいっさい行わないこと、
5. 何ものも所有しないこと（無所有 アパリグラハ、aparigraha）

である。在家者も同項目の五つの小禁戒（アヌヴラタ、aṇuvrata）を守る。
中でも1は重視されている。イエズス会の伝道師たちがジャイナ教徒に顕微鏡で普段飲んでいる水をみせたところ、それをみたジャイナ教徒は飲み水に微生物があふれていることを知り、飲むよりは衰弱死を選んだという報告書の存在がトマス・ブルフィンチの著書に記されている。また、「出家者は路上の生物を踏まぬようにほうきを手にする」という説明が各所にみられるが、実際には道を掃きながら歩くわけではなく、座る前にその場を払うための道具である。とはいえ、これはアヒンサーの徹底ぶりを象徴している。
だが、ジャイナ教徒にとってのアヒンサー（不害）は、身体的行為のみならず、言語的行為、心理的行為の3つを合わせたものとして理解されなければならない。人を傷つけることばを発することや人には気づかれなくとも心の中で他者を傷つけるようなことを思うことさえもジャイナ教徒は罪と考えるのである。これこそがアヒンサーの厳しさである。
また、例えば動物に襲われたときにも自衛のために動物を傷付けてはいけない。つまり、アヒンサーを忠実に守るためには死をも覚悟しなければならない。これは現世の身体は不浄のものであるから肉体に執着してはならないという考えに裏打ちされている。

## 食生活
食生活はジャイナ教の生物の分類学上、できる限り下等なものを摂取すべきであり、豆類、葉菜類と茎野菜を中心とした食事となることが多い。殺生を徹底的に忌むことから、肉・魚介類・卵・球根類（五葷）などは口にしない。敬虔な信徒は、蜂蜜・鰹節や煮干しの出汁・ブイヨン・ゼラチン・肉エキス・バター・ラード・ヘット（牛脂）・魚油・馬油やそれらを使用した調理器具も忌むことがある。また誤って虫を殺めぬよう、火を使用する調理を避け、調理と食事は日の出ている時間内に済ませる。ジャイナ教徒に食事を振る舞う際は、相手の食べられないものをなるべく個別に確認し、料理に含まれる食材と含まれない食材を説明するのが望ましい。

## ジャイナ商人
殺生を禁じられたジャイナ教徒の職業はカルナータカ州に例外的に知られているわずかな農民を除けばほとんどが商業関係の職業に従事しており、なかでも豪商と名高いジャイナ商人（ジェイン）が知られる。ジャイナ教団体によると、インドにおける個人所得税の2割はジャイナ教信徒により納税されている。
その理由として、『嘘を禁忌として、約束は絶対に守る』『信徒は死後、生前の善行と悪行が帳簿の債権・債務のように集計され、来世の行方が決定づけられる』『事業の成功も泡沫のものである』と戒められ、また積極的な慈善行為、無所有主義など彼らが日頃から厳しい戒律を遵守していることから、清く正しい印象を客観づけられ、圧倒的な信用を集めているためと云われる。そのため、信用第一である宝石・貴金属商に従事する者が多い。ほかにも、インド商人ならではの高い語学力と計算能力からも、ビジネスマンとして重宝されている側面が在る。

## ジャイナ教寺院

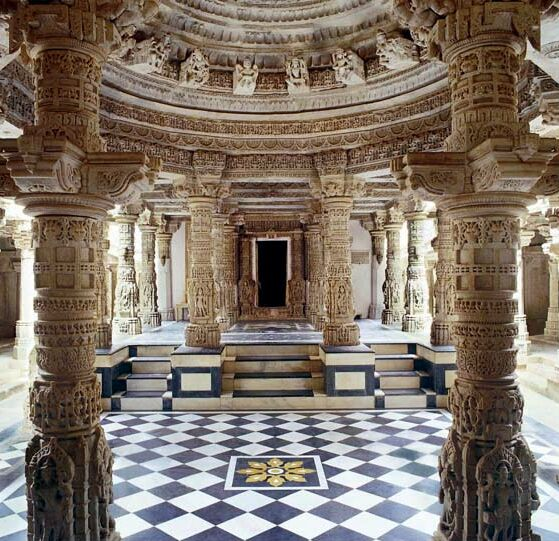
聖地アーブ山のデルワーラ寺院
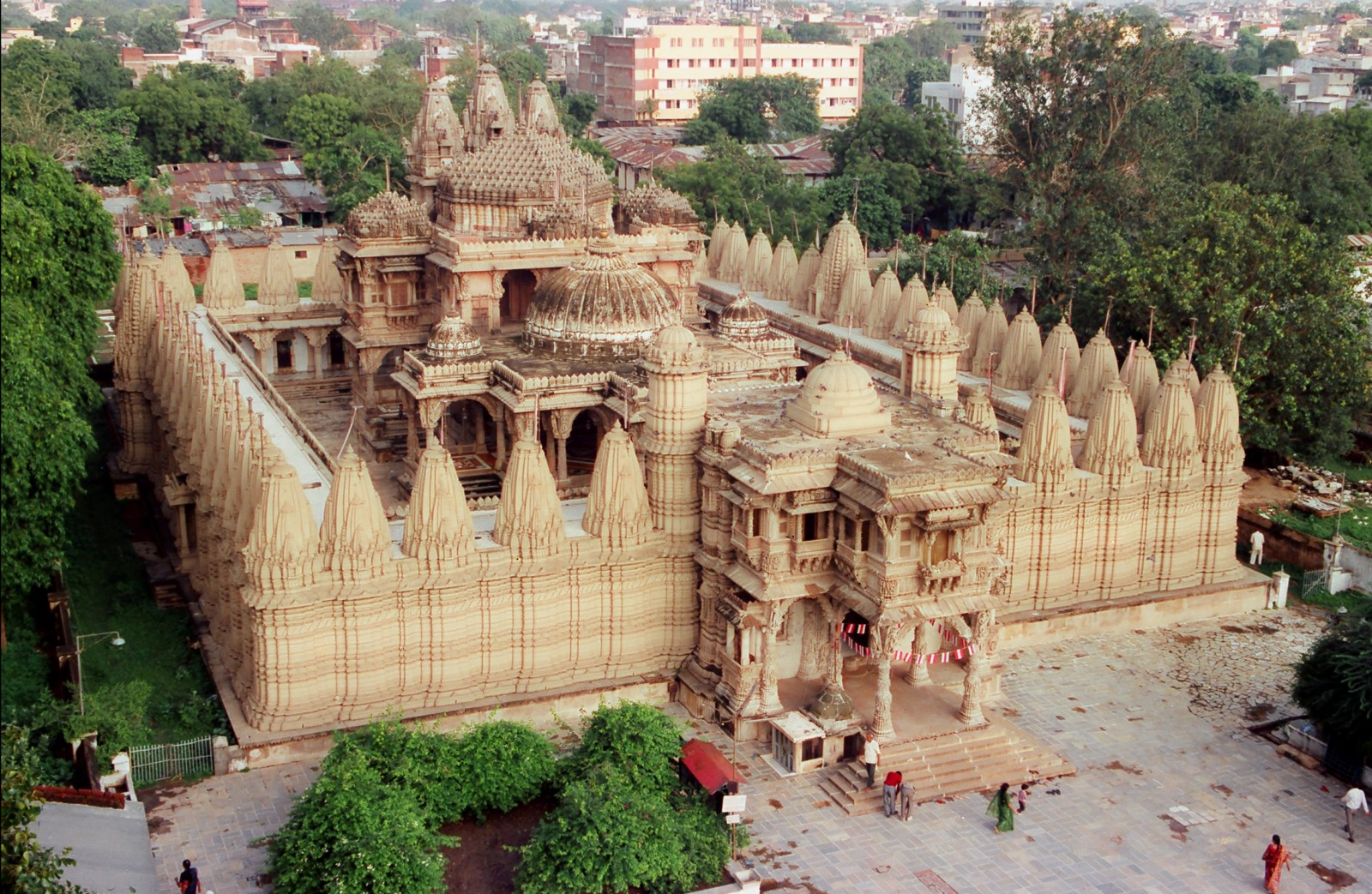
ハティーシング寺院 グジャラート州アフマダーバード
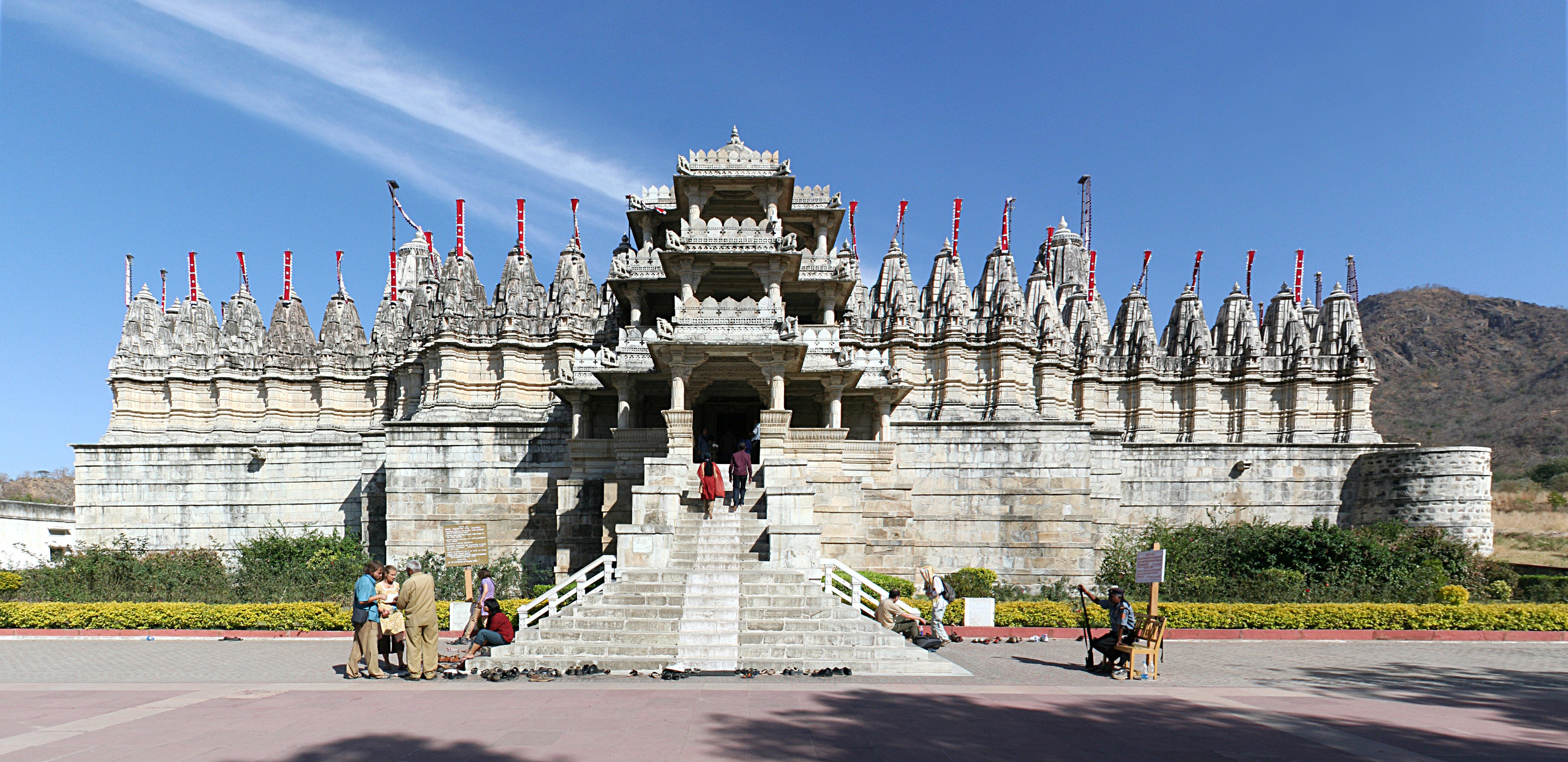
アーディナータ寺院 ラジャスタン州ラーナクプル
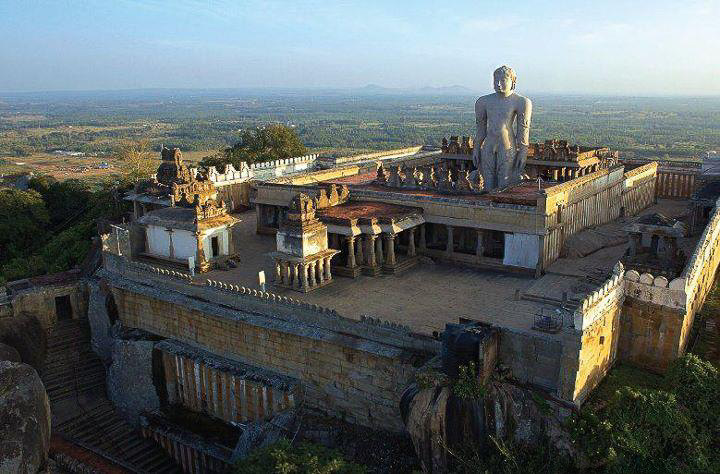
聖地シュラバナ・ベラゴラ山 ゴマテーシュワラ像
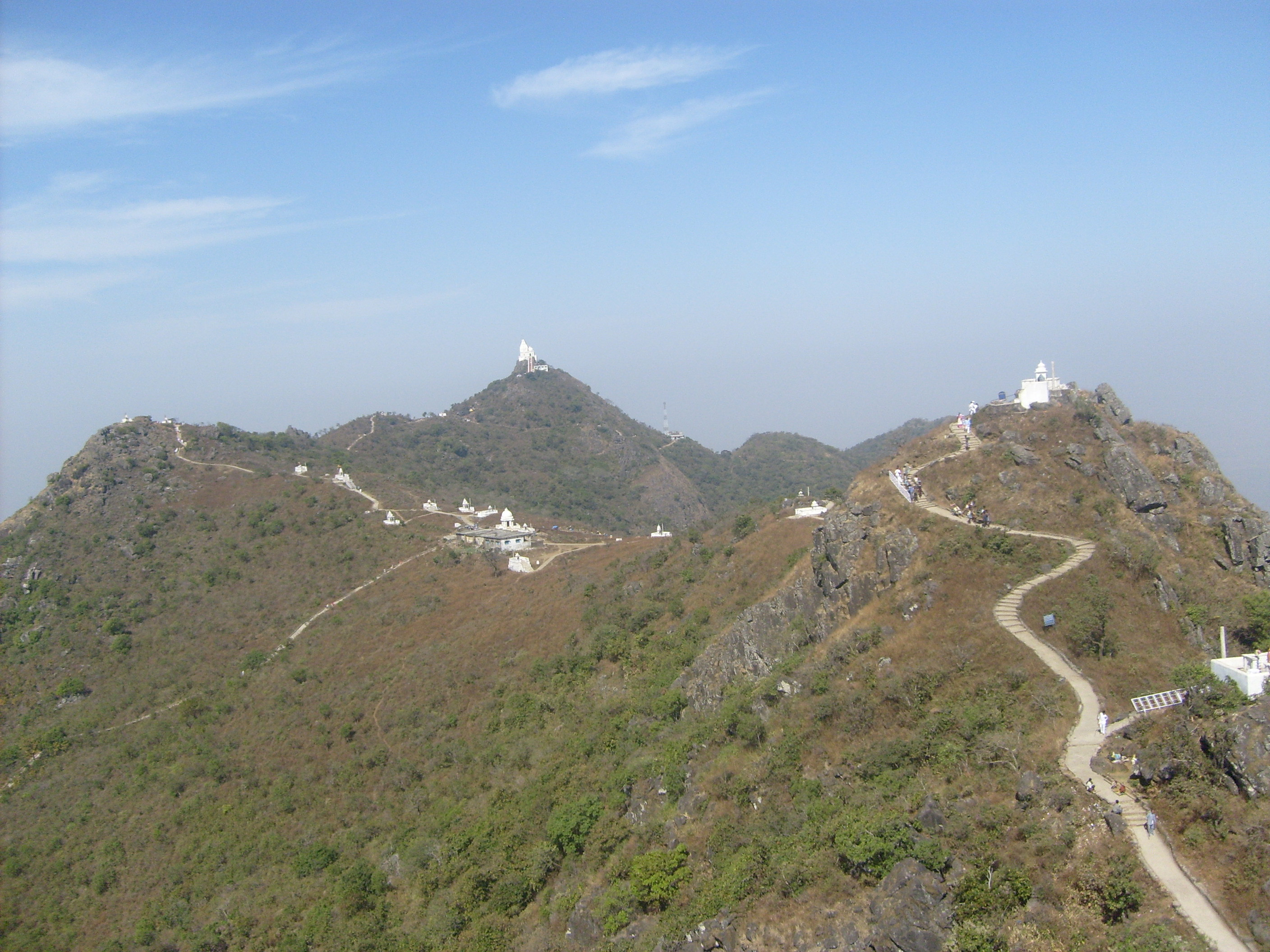
聖地サンメッド・シカールジ
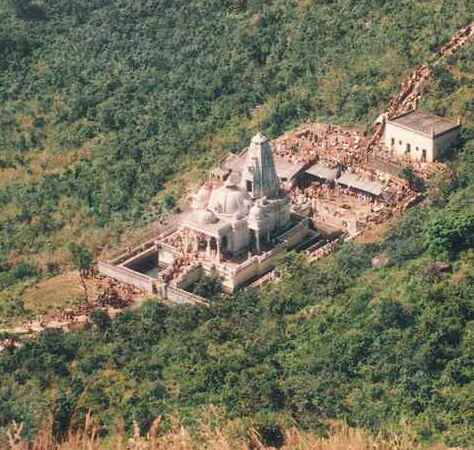
サンメッド・シカールジ寺院
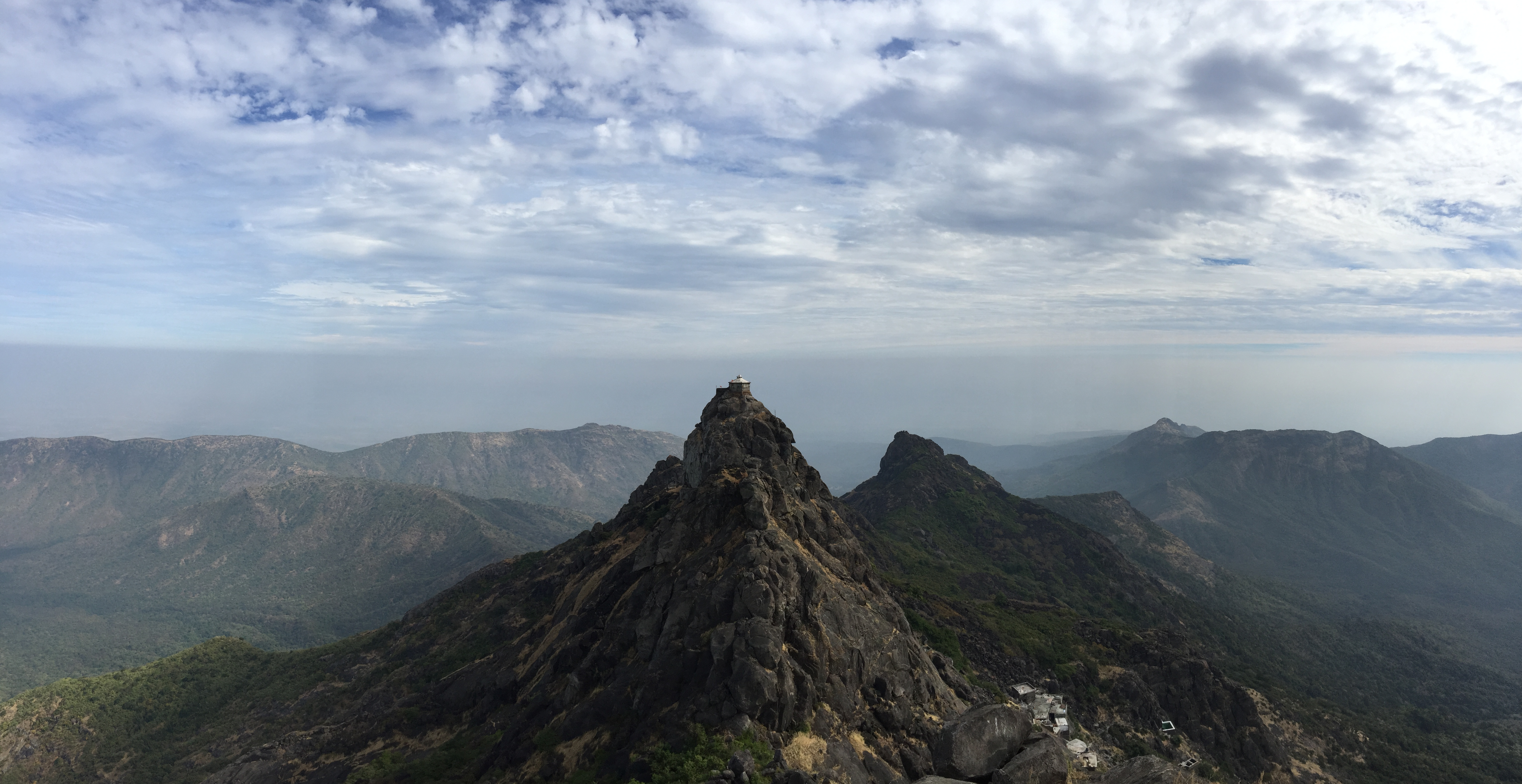
聖地ギルナール山は山岳寺院都市を形成している

## 著名な信者
- ゴータム・アダニ - アダニ・グループの創業者